# دوري الدرجة الأولى الروماني 1936–37
دوري الدرجة الأولى الروماني 1936–37 (بالرومانية: Divizia A 1936-1937)‏ هو الموسم 25 من  دوري الدرجة الأولى الروماني. أقيم خلال الفترة 23 أغسطس 1936 وحتى 13 يونيو 1937، وأشرف على تنظيمه اتحاد رومانيا لكرة القدم، وكان عدد الأندية المشاركة فيه  12، وفاز فيه فينوس بوخارست بعد أن لعب 22 مباراة وفاز بـ 13 منها.

## نتائج الموسم
| المركز | فريق          | لعب | ف  | ت | خ | له | عليه | ف.أ | نقاط | ملاحظة |
| ------ | ------------- | --- | -- | - | - | -- | ---- | --- | ---- | ------ |
| 1      | فينوس بوخارست | 22  | 13 | 6 | 3 | 63 | 26   | +37 |      |        |